# Londons järnvägsstationer
London är centralpunkten i det brittiska järnvägsnätet, med 18 stora järnvägsstationer med en kombination av lokal, regional, nationell och internationell trafik samt matartrafik till flygplatser. Varje station har hand om tågtrafiken i en viss riktning och de knyts samman genom Londons tunnelbana och i vissa fall även järnvägslinjen Thameslink.
Inom Storlondon finns 330 järnvägsstationer på den nationella järnvägsnätet, det vill säga exklusive Londons tunnelbana, Docklands Light Railway och Londons spårväg.

## Londons viktigaste järnvägsstationer

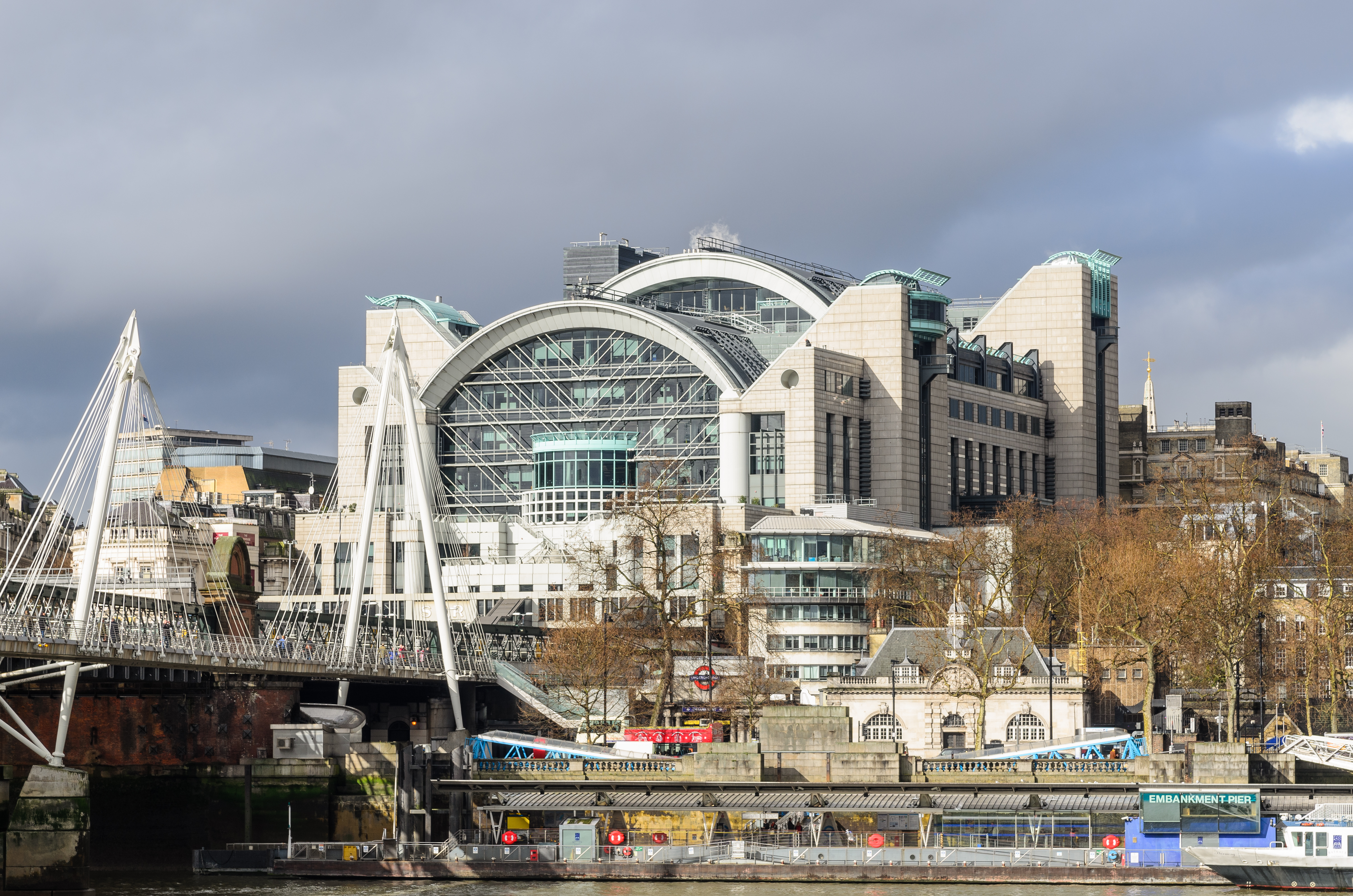
Charing Cross

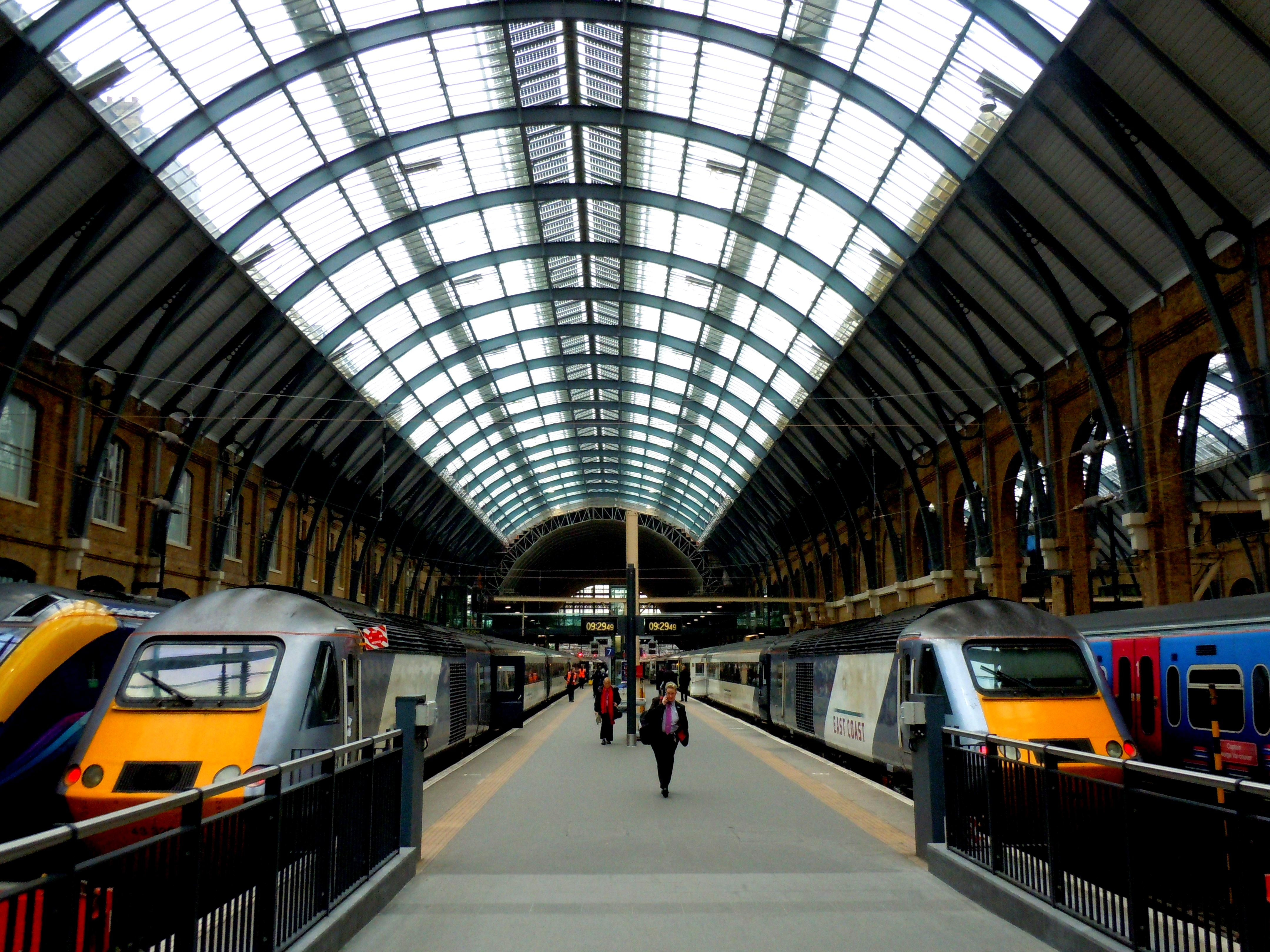
Kings Cross

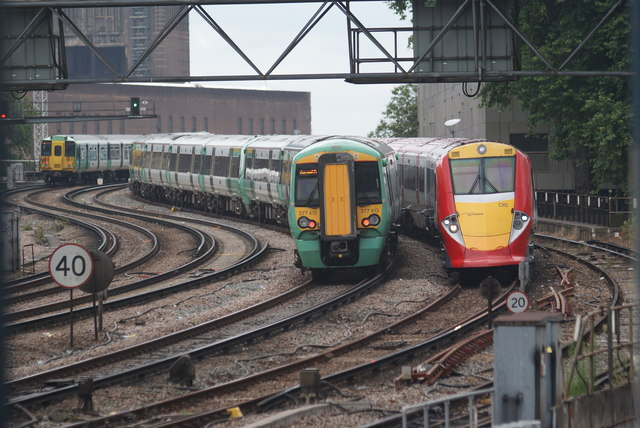
Victoria Station

| Station          | Bild | Stadsdel       | Koordinater                             | Lokal trafik (väderstreck) | Nationell trafik |             |  |                |                                         |              |                                            |
| ---------------- | ---- | -------------- | --------------------------------------- | -------------------------- | --- | ----------- |  | -------------- | --------------------------------------- | ------------ | ------------------------------------------ |
| Station          | Bild | Stadsdel       | Koordinater                             | Lokal trafik (väderstreck) | Nationell trafik | Blackfriars |  | City of London | 51°30′40″N 0°06′11″V / 51.511°N 0.103°V | NV, N, S, SÖ | Thameslink, Gatwick Airport, Luton Airport |
| Cannon Street    |      | City of London | 51°30′36″N 0°05′24″V / 51.510°N 0.090°V | SÖ                         | Kent, East Sussex |             |  |                |                                         |              |                                            |
| Charing Cross    |      | Westminster    | 51°30′25″N 0°07′23″V / 51.507°N 0.123°V | SÖ                         | Kent, East Sussex |             |  |                |                                         |              |                                            |
| City Thameslink  |      | City of London | 51°30′58″N 0°06′11″V / 51.516°N 0.103°V | NV, N, S, SÖ               | Thameslink, Gatwick Airport, Luton Airport |             |  |                |                                         |              |                                            |
| Euston           |      | Camden         | 51°31′41″N 0°07′59″V / 51.528°N 0.133°V | NÖ                         | West Coast Main Line (Manchester, Liverpool, Glasgow)                                                                                                |             |  |                |                                         |              |                                            |
| Fenchurch Street |      | City of London | 51°30′40″N 0°04′41″V / 51.511°N 0.078°V | Ö                          | Southend-on-Sea |             |  |                |                                         |              |                                            |
| Kings Cross      |      | Camden         | 51°31′55″N 0°07′23″V / 51.532°N 0.123°V | N                          | East Coast Main Line (York, Edinburgh) |             |  |                |                                         |              |                                            |
| Liverpool Street |      | City of London | 51°31′05″N 0°04′52″V / 51.518°N 0.081°V | Ö, NÖ                      | Östra England, Stansted Airport |             |  |                |                                         |              |                                            |
| London Bridge    |      | Southwark      | 51°30′18″N 0°05′10″V / 51.505°N 0.086°V | S, SÖ, NV                  | Kent, East Sussex, Gatwick Airport |             |  |                |                                         |              |                                            |
| Marylebone       |      | Westminster    | 51°31′19″N 0°09′47″V / 51.522°N 0.163°V | NV                         | Birmingham |             |  |                |                                         |              |                                            |
| Moorgate         |      | City of London | 51°31′05″N 0°05′17″V / 51.518°N 0.088°V | N                          | Hertfordshire |             |  |                |                                         |              |                                            |
| Old Street       |      | Islington      | 51°31′30″N 0°05′13″V / 51.525°N 0.087°V | N                          | Hertfordshire |             |  |                |                                         |              |                                            |
| Paddington       |      | Westminster    | 51°31′01″N 0°10′37″V / 51.517°N 0.177°V | V                          | Great Western main line (Bristol), London-Heathrow flygplats                                                                                         |             |  |                |                                         |              |                                            |
| St Pancras       |      | Camden         | 51°31′48″N 0°07′30″V / 51.530°N 0.125°V | N, NV, S, SÖ               | Midland Main Line (Leeds, Manchester), Thameslink, Gatwick Airport, Luton Airport, High Speed 1 (Kent, Eurostar (Belgien, Frankrike, Nederländerna)) |             |  |                |                                         |              |                                            |
| Vauxhall         |      | Lambeth        | 51°29′06″N 0°07′19″V / 51.485°N 0.122°V | SV                         | Sydvästra England |             |  |                |                                         |              |                                            |
| Victoria         |      | Westminster    | 51°29′46″N 0°08′38″V / 51.496°N 0.144°V | S, SÖ, SV                  | Kent, Sussex, Gatwick Airport |             |  |                |                                         |              |                                            |
| Waterloo         |      | Lambeth        | 51°30′11″N 0°06′47″V / 51.503°N 0.113°V | SV, V                      | Sydvästra England |             |  |                |                                         |              |                                            |
| Waterloo East    |      | Lambeth        | 51°30′14″N 0°06′36″V / 51.504°N 0.110°V | S, SÖ                      | Kent, East Sussex |             |  |                |                                         |              |                                            |

Det här avsnittet är helt eller delvis baserat på material från  engelskspråkiga Wikipedia, London station group, tidigare version.

## Historia
Storbritannien var det första land som satsade på järnvägar och redan kring 1875 fanns ett välutvecklat järnvägsnät, och det var många olika järnvägsbolag som skötte såväl byggandet som driften av järnvägarna. Därav att antalet stationer särskilt i London är stort. Varje bolag hade sin huvudstation i London (eller i andra delar av nationen). Ett bra exempel, synligt än i dag från denna tid, var hur det järnvägsbolag som satsat på södra och sydvästra England och som hade Waterloo station som sin ändstation i London - för att inte tappa kunder tvingades bygga den linje som till och från ingått i Londons nuvarande tunnelbanenät - "Waterloo and City line", vilken byggdes som direkt service för de många av sina passagerare som arbetade på kontor i "the city". 
Efter att den brittiska samlingsregeringen upplösts  strax efter krigsslutet 1945 och parlamentsval utlysts vann Labour och Clement Attlee makten med stor majoritet. Den   brittiska järnvägstrafiken nationaliserades som British Rail från 1948. Ett system som först under de konservativa premiärministrarna Margret Thatcher och John Major började luckras upp och British Rail gick i graven. När "The New Labour" under Tony Blair och Gordon Brown fick makten 1997 återförstatligades delar av järnvägsnätet, bland annat efter en rad svåra järnvägsolyckor på 1990-talet. Ett samlingsnamn för järnvägen idag är National Rail och innefattar bland annat ett gemensamt biljettsystem för de olika privata aktörerna.